# أوراق الخريف (فلم)
أوراق الخريف, هي سهرة تلفزيونية كويتية. من إنتاج تلفزيون الكويت عرضت في عام 1974 ويعتبر آخر عمل صور بالأبيض والأسود.

## قصة العمل
غانم الصالح موظف حكومي ورب أسرة متزوج من سعاد عبد الله ولديهم أطفال يقع في حب زميلته في العمل زينب الضاحي ويتزوج منها بشرط أن يطلق زوجته الأولى وينفصلان لكنه يكتشف الفرق بينهما ويحاول العودة إلى زوجته الأولى لكنها ترفض 
لتبدأ الخلافات والمشاكل وتقوم حياة الفهد بدور صديقة زوجته التي تساندها في محنتها.

## الممثلون
- غانم الصالح
- حياة الفهد
- سعاد عبد الله ( بدور مريم)
- زينب الضاحي ( بدور حياة)
- عائشة إبراهيم.
- محمد المنيع
- خالد العبيد.
- عبد العزيز المسلم (الابن).